# Резервно ветрило
Резервно ветрило (ветрило на Катайнен) – спомагателно ветрилно въоръжение за неголеми лодки. Поставя се на транеца на мястото на външния окачен мотор на лодката.
Разработено е от финландския конструктор Антеро Катайнен.

## Особености на конструкцията
Ветрилото на Катайнен е шпринтово ветрилно стъкмяване, използващо ветрилото на швертбота „Оптимист“ с площ от 3,5 m². Рангоутът от алуминиеви тръби е закрепен на платформа с щипки, която се захваща за транеца. Към долната част на платформата е закрепен руля, едновременно изпълняващ и ролята на кил.
За намаляване на риска от преобръщане на лодката, е снабдено с гумен амортизиращ шнур, опънат по гика, който смекчава поривите на ветрилото при повороти фордевинд и пориви на вятъра. Освен това е предвиден и способ за бързо намаляване на площта на ветрилото чрез откачане на шпринтова от обтяжката.
Центровката на ветрилното въоръжение става с регулиране на наклона на мачтата.
Конструкцията има малко тегло, лесно се поставя на всяка гребна лодка, имаща транец. Тъй като цялата конструкция е изнесена от корпуса назад зад транеца, ветрилото не заема допълително място в лодката.

## Характеристики
Ветрилото позволява воденето на лодката достатъчно остро по вятъра. При вятър над 2 бала лодката с такова ветрило е по-бърза от лодка, плаваща под гребла. При правилна регулировка на ветрилното въоръжение лодката добре държи курса.
Ветрилно въоръжение от подобен тип се е произвеждало в СССР в Тюменския моторен завод. Освен това за поставяне на моторните лодки тип „Казанка“ се е произвеждал и вариант с увеличена до 5,2 m² площ на ветрилото.
Понастоящем в Русия се произвежда аналогично по конструкция ветрило „Velum Cygnus −1“.